# Lantaogo
Ne doit pas être confondu avec Lantaogo-Tamassogo.
Lantaogo est une commune rurale située dans le département de Diabo de la province du Gourma dans la région de l'Est au Burkina Faso.

## Géographie
Lantaogo est situé à 8 km à l'Ouest de Diabo, le chef-lieu du département.

## Santé et éducation
Lantaogo accueille un dispensaire isolé, mais le centre de soins le plus proche est le centre de santé et de promotion sociale (CSPS) de Diabo.